# Journal of Biochemistry
Journal of Biochemistry (J. Biochem., JB) – recenzowane czasopismo naukowe publikujące artykuły z dziedziny biochemii, biologii molekularnej, biologii komórki i biotechnologii w języku angielskim. Ukazuje się od 1922 roku i wydawane jest przez Oxford University Press w imieniu Japanese Biochemical Society. Impact factor tego czasopisma wyniósł w 2014 roku 2,582. Redaktorem naczelnym jest Kohei Miyazono, profesor Uniwersytetu Tokijskiego.